# Лампа Мафусаила, или Крайняя битва чекистов с масонами
«Лампа Мафусаила, или Крайняя битва чекистов с масонами» — четырнадцатый роман Виктора Пелевина, написанный им в 2016 году и вышедший 7 сентября того же года в издательстве «Эксмо».
Первый отрывок из романа был опубликован в газете «Известия» за 29 августа.

## Сюжет
В аннотации книги говорится: «Как известно, сложное международное положение нашей страны объясняется острым конфликтом российского руководства с мировым масонством. Но мало кому понятны корни этого противостояния, его финансовая подоплека и оккультный смысл. Гибридный роман В. Пелевина срывает покровы молчания с этой тайны, попутно разъясняя в простой и доступной форме главные вопросы мировой политики, экономики, культуры и антропогенеза». Там же говорится, что главные герои книги — «три поколения дворянской семьи Можайских, служащие Отчизне в XIX, XX и XXI веках». Этими героями соответственно являются русский отставной офицер, попавший в лагерь масонов и российский трейдер.
Книга состоит из четырёх частей, каждая из которых выдержана в своей особой стилистике:
1. «Производственная повесть» «Золотой жук».
2. «Космическая драма» «Самолёт Можайского».
3. «Исторический очерк» «Храмлаг».
4. «Оперативный этюд» «Подвиг Капустина».

### Золотой жук
История современного российского трейдера с порнографическим именем Кримпай. Он пишет аналитические обзоры и для «ваты» и для «цивилизации». После того как он проигрывает на бирже деньги генерала ФСБ Капустина, его жизнь кардинально меняется. Из обычного гея он становится дендрофилом (испытывающим влечение к древесине).

### Самолёт Можайского

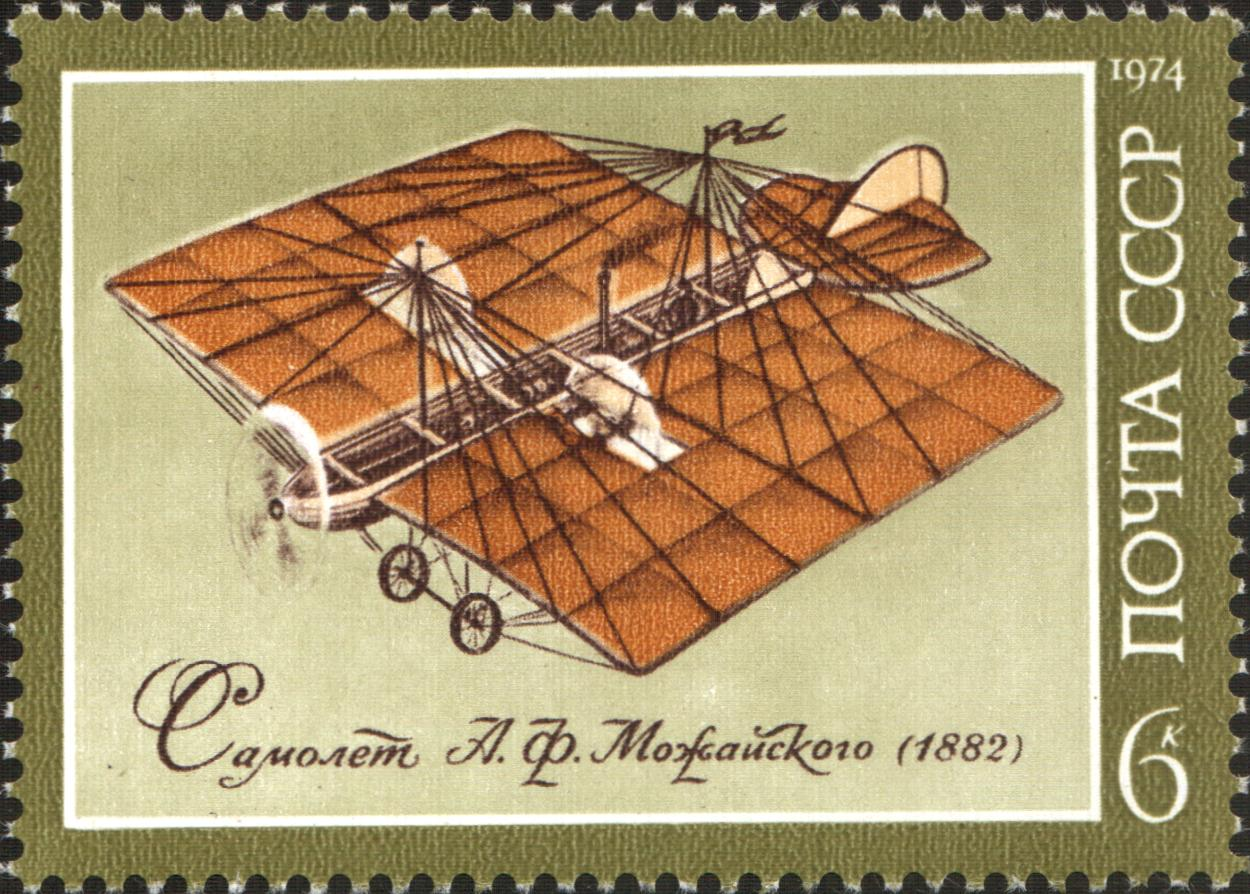
Марка с изображением самолёта Можайского, упоминаемая в романе

В XIX век в усадьбу к отставному офицеру Можайскому прилетают «прошлонавты» во главе с генералом Капустиным. Они надеются изменить историю мировой авиации, создав первый самолёт раньше США. Американцы, однако, также отправляются в прошлое, чтобы им помешать. Эта часть романа выдержана в стилистике русской прозы второй половины XIX века.

### Храмлаг
Развёрнутый научный комментарий к книге К. П. Голгофского «Новейшая история Российского масонства» (его прототипом является писатель и философ Д. Е. Галковский). Описывается, как Сталин сослал масонов на Новую Землю, где те в нечеловеческих условиях построили Храм Соломона, делающий возможным появление Бога на Земле. В итоге они обрели сверхспособности и зародили всю советскую блатную культуру. Эта часть имеет признаки лагерной прозы XX века.

### Подвиг Капустина
Последняя часть логически объединяет все предыдущие. По стилю она близка к раннему творчеству Пелевина, а также отсылает к советскому милицейскому роману.

## Критика
Литературный критик Галина Юзефович называет первую часть «Золотой жук» самой слабой в романе. Однако в дальнейшем это находит объяснение: оказывается, что это внутренняя повесть, написанная Кримпаем Можайским и отцензурированная генералом Капустиным.